# Conus neocostatus
Espèce
Conus neocostatus est une espèce de mollusques gastéropodes marins de la famille des Conidae.
Comme toutes les espèces du genre Conus, ces escargots sont prédateurs et venimeux. Ils sont capables de « piquer » les humains et doivent donc être manipulés avec précaution, voire pas du tout.

## Taxonomie

### Publication originale
L'espèce Conus neocostatus a été décrite pour la première fois en 2021 par les malacologistes Baldomero M. Olivera, Maren Watkins, Nicolas Puillandre (d) et Manuel Jimenez Tenorio (d) dans « Asprella »,.

### Synonymes
- Conus (Asprella) neocostatus B. M. Olivera, Watkins, Puillandre & Tenorio, 2021 · appellation alternative